# 마왕 (2008년 드라마)
《마왕》(魔王 마오[*])은 2008년 7월 4일 ~ 2008년 9월 12일까지 일본 TBS에서 방송된 드라마이며, 대한민국 드라마 《마왕》을 리메이크한 작품이다. 첫 회는 15분 연장하여 방영되었으며, 평균 시청률은 11.4%, 최고 시청률은 14.1%를 기록하였다.

## 캐스팅
나루세 료 - 오노 사토시
세리자와 나오토 - 이쿠타 토마
사키타 시오리 - 고바야시 료코

## 관련 음반

### 주제곡
- 아라시(嵐) - truth

## 대한민국판 드라마와 차이점
- 원작에서는 12년 전의 사건이라는 설정이지만, 이 드라마에서는 11년 전의 사건으로 나왔다.
- 형이 살해당했다는 설정에서 동생이 살해당한 것에 대한 복수극으로 바뀌었다.
- 사건이 있던 날, 히데오를 찌른 나오에가 도망칠 때 밟은 게 원작에서는 료의 모친이 좋아하던 박하사탕이었지만, 드라마에서는 료가 동생 생일 때 선물해준 하모니카로 나온다.
- 이케하타의 사망 원인이 원작에서는 교통 사고사였지만, 드라마에서는 추락사였다.
- 원작에서는 노리요시가 마지막에 체포되는 장면으로 끝났지만, 드라마에서는 체포된 뒤 경찰서 내에서 자살하는 것으로 끝난다.
- 료의 죽음에 대해 원작에서는 정체불명의 인물에게 살해당하지만, 리메이크작에서는 야마노에게 찔린 것이 치명상이 되어버린다.

(사후 첨언 : 대한민국 원작에서 오승하를 찌르는 인물은 정체불명이 아니라 윤대식의 부하조직원이었습니다. 윤대식 살해 사건 재판 완료 후 퇴정하는 오승하를 끝까지 노려보는 인물입니다.)

## 부제·시청률
| 각 화                                                | 방송일          | 부제                                        | 각본            | 연출            | 시청률 | 비고           |
| ---------------------------------------------------- | --------------- | ------------------------------------------- | --------------- | --------------- | ------ | -------------- |
| 제1화                                                | 2008년 7월 4일  | 사랑을 버린 복수마 - 애처로운 마왕          | 마에카와 요이치 | 카토 아라타     | 14.0%  | 15분 연장      |
| 제2화                                                | 2008년 7월 11일 | 배신의 함정...떨어지게 된 아버지와 아들!!   | 마에카와 요이치 | 카토 아라타     | 12.6%  | 5분 일찍 시작  |
| 제3화                                                | 2008년 7월 18일 | 밝혀진 본 모습. 사랑과 바꾼 복수            | 마에카와 요이치 | 츠보이 토시오   | 9.2%   | -              |
| 제4화                                                | 2008년 7월 25일 | 표적이 된 마왕, 지옥의 문이 열렸다.         | 니시다 마사후미 | 츠보이 토시오   | 10.1%  | -              |
| 제5화                                                | 2008년 8월 1일  | 살인 예고…!? 마왕에게 배달 된 붉은 봉투     | 니시다 마사후미 | 카타야마 츠요시 | 10.9%  | 30분 일찍 시작 |
| 제6화                                                | 2008년 8월 8일  | 가르쳐주겠어...진범의 정체를!!              | 니시다 마사후미 | 카토 아라타     | 7.6%   | -              |
| 제7화                                                | 2008년 8월 15일 | 거짓 남매... 티없는 거짓말이 죽음을 부른다  | 니시다 마사후미 | 츠보이 토시오   | 12.1%  | -              |
| 제8화                                                | 2008년 8월 22일 | 용서 할 수 없는 사랑의 종말...거듭되는 복수 | 니시다 마사후미 | 카타야마 츠요시 | 11.5%  | -              |
| 제9화                                                | 2008년 8월 29일 | 범인은 나 너무 많이 알게 된 남자의 비극     | 니시다 마사후미 | 카토 아라타     | 11.5%  | -              |
| 제10화                                               | 2008년 9월 5일  | 일가족의 붕괴...죽음의 라스트 카드!!        | 니시다 마사후미 | 츠보이 토시오   | 12.3%  | -              |
| 제11화                                               | 2008년 9월 12일 | 최후의 대결! 죽음이 인연을 갈라놓는다!!     | 니시다 마사후미 | 카토 아라타     | 14.1%  | -              |
| 평균 시청률 11.4%(관동지방 기준, 비디오 리서치 조사) |                 |                                             |                 |                 |        |                |

## 수상
- 《제12회 일간 스포츠·드라마 그랑프리》 여름 드라마 분야에서, 우수 작품상, 우수 주연상 (오노 사토시), 남자 조연상 (타나카 케이), 여자 조연상 (고바야시 료코) 수상.
- 《제12회 2008년도 일간 스포츠·드라마 그랑프리》에서, 남자 우수상 (오노 사토시), 작품상 수상.
- 월간 TVnavi의 드라마 대상(3분기)에서, 우수 작품상, 남자 우수 주연상 (오노 사토시), 남자 우수 조연상(타나카 케이), 여자 조연상(고바야시 료코) 수상.
- 제5회 월간 TVnavi 《드라마 오브 더 이어 (Drama of the Year) 2008》에서도, 대상(최우수 작품상), 최우수 남자 주연상 (오노 사토시), 2관왕.
- TV LIFE의 《제18회 연간 드라마 대상》에서 작품상, 남자 우수 주연상(오노 사토시), 주제가상(truth)으로 3관왕.

## 같이 보기
- 마왕 : KBS 제작 수요드라마, 원작.